# Giovanni Battista Maderna
Giovanni Battista Maderna (1652 Capolago - 1722 Vídeň) byl italský architekt, stavitel a štukatér působící v Čechách. Byl žákem Francesca Carattiho a stejně jako on se věnoval především zakázkám od šlechtického rodu Černínů. Badatelé se zcela neshodují, zda Giovanni Battista Maderna je tatáž osoba jako Giovanni Maderna. Část odborníků se domnívá, že na území Čech působili dva umělci tohoto jména, bratři štukatér Giovanni Maderna a stavitel Giovanni Battista Maderna.

## Dílo
Po smrti Francesca Carattiho vedl v letech 1677-1692 stavbu Černínského paláce. V letech 1687-1689 barokně upravil malý šlechtický zámek na náměstí v Sobotce a Humprecht Jan Černín z Chudenic jej poté věnoval radnici.
V letech 1688-1692 byl v Kosmonosích podle Madernových plánů vybudován piaristický klášter s gymnáziem. Bylo to pro hraběte Heřmana Jakuba Černína z Chudenic. Maderna je také autorem ojedinělé figurální štukové výzdoby zámecké kaple sv. Václava v Letohradě, postavené v letech 1680–1685.
Podle Madernových plánů v letech 1683-1685 dokončil Tomáš Zacheus Černín z Chudenic stavbu nového zámku ve Lnářích. Maderna také podle vlastního projektu postavil v letech 1688-1693 ve Lnářích raně barokní klášter bosých augustiniánů.

## Významné stavby

### Černínský palác (Praha)

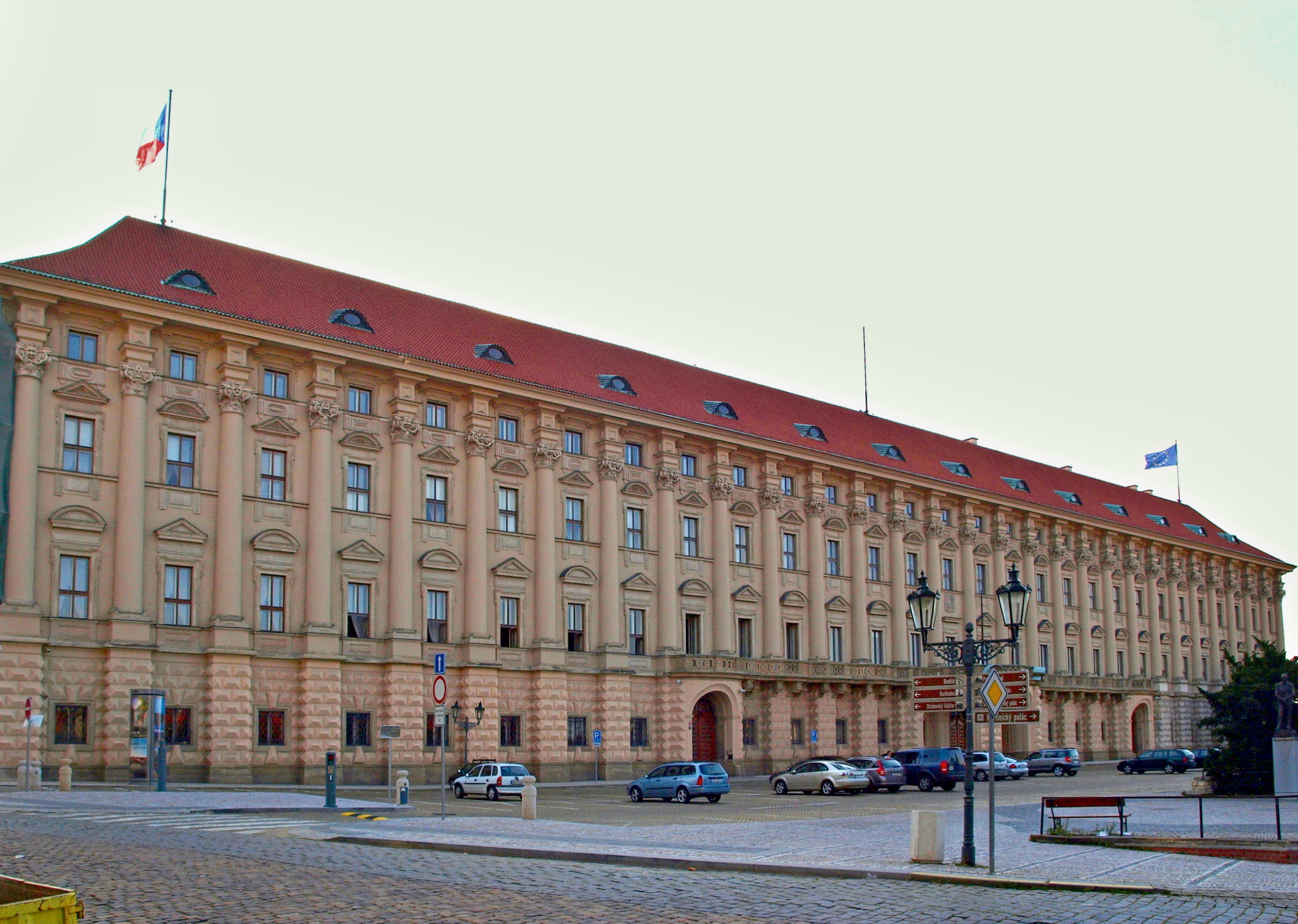
Černínský palác na Hradčanech

Černínský palác je jednou z největších zakázek Giovanniho Battisty Maderny. Stavbu započal v letech 1668-1669 Francesco Caratti a po rekordních 4 letech byla hrubá stavba hotová. Pak začaly práce na interiérech, ale Francesco Caratti v roce 1677 umírá. Jeho nástupcem se stal jeho žák Giovanni Battista Maderna.
Giovanni Battista Maderna začal na paláci pracovat v době, kdy Humprecht Černín ztrácel o stavbu zájem. Hlavním důvodem byla kritika císaře Leopolda I., který po zhlédnutí stavby pronesl větu:„Ten palác se podobá velké stodole, která nemá vrata.“ Nápady Giovanni Battisty Maderny způsobily, že se Černín opět začal o stavbu zajímat, ale umírá v roce 1682. Ještě před smrtí zavázal svého syna Heřmana Jakuba Černína k dostavbě paláce. Odkázal mu dostatek peněz, které však byly utraceny spíše za obrazy než za stavbu paláce. Po osmi letech práce na interiérech paláce znechucený Maderna opouští nejenom stavbu, ale i Prahu.

### Kostel sv. Václava (Letohrad)

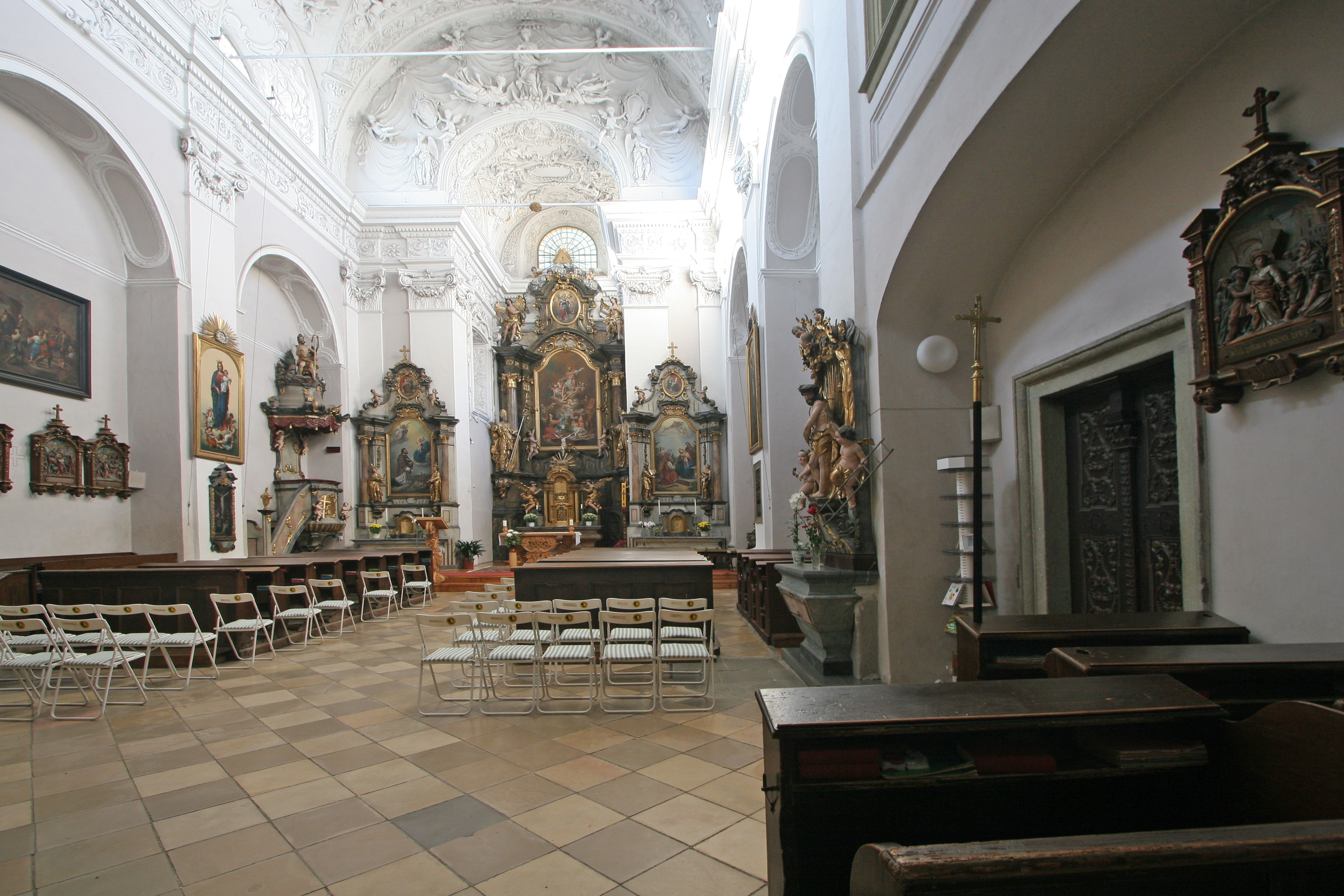
Interiér kostela sv. Václava v Letohradě

Kostel sv. Václava v Letohradě je druhou nejvýznamnější zakázkou Giovanniho Battisty Maderny. Stavba se připisuje italskému mistru staviteli Antoniu Demaggio a štuková výzdoba Giovanni Battistu Madernovi.
Tento barokní římskokatolický kostel byl postavený v letech 1680-1685 Hynkem Jetřichem Vitanovským z Vlčkovic. Stojí v těsném sousedství zámku s monumentálním průčelím do náměstí. Kostel je chráněn jako kulturní památka.
Velmi cenná je bohatá štuková výzdoba klenby kostela, která zobrazuje myšlenku, že celý svět a všechno tvorstvo chválí Hospodina (žalm 150 a 148). Tvůrcem tohoto díla byl mistr štukatér Giovanni Battista Maderna. Tato práce prý stála víc peněz než celá stavba kostela.